# Kleingœft
Kleingoeft – miejscowość i gmina we Francji, w regionie Grand Est, w departamencie Dolny Ren.
Według danych na rok 1990 gminę zamieszkiwały 122 osoby, 49 os./km².